# Anii 480
Secole: Secolul al IV-lea - Secolul al V-lea - Secolul al VI-lea
Decenii: Anii 430 Anii 440 Anii 450 Anii 460 Anii 470 - Anii 480 - Anii 490 Anii 500 Anii 510 Anii 520 Anii 530
Ani: 480 | 481 | 482 | 483 | 484 | 485 | 486 | 487 | 488 | 489